# イマージュエンターテインメント
株式会社イマージュエンターテインメント (IMAGE ENTERTAINMENT) は、東京都港区南青山にある芸能事務所。
関連会社にモデルエージェンシーの株式会社ボン イマージュと株式会社シグノがある。

## 概要
2010年4月1日に設立され、女優、俳優、タレント、アーティスト等のマネージメントを行っている。

## 所属

### 女優・俳優
- 仁科亜季子
- 和央ようか
- 野村祐希
- 佐藤峻輔
- 瀬名陽斗
- 小西貴大
- 深沢萌華
- 今村航
- 藤本悠輔
- 竹井洋介
- 吉沢小春
- 岡田伸晃

### 文化人
- フランク・ワイルドホーン

## 元所属
- 伊藤健太郎(2024/09/10で退社)